# Spycker
Spycker é uma comuna francesa na região administrativa de Altos da França, no departamento do Norte. Estende-se por uma área de 9.19 km². Em 2010 a comuna tinha 1 831 habitantes (densidade: 199,2 hab./km²).